# Pita Ten
Pita Ten (ぴたテン, Pita Ten) é um mangá escrito por Koge-Donbo e adaptado em anime por Akemi Menda e Yasuko Kobayashi. O título "Pita-Ten" é uma contração de "Pitari Tenshi", que, se traduzido literalmente significa "anjo segurado". A trama se centra na personagem hiperativa Misha e em suas aventuras para se tornar um anjo licenciado. Para isso ela deve fazer seu pouco humorado vizinho, Kotarou.
A história assume um tom cômico e, perto do final, certas revelações vão tornando a história um pouco mais séria.
No mangá existe uma carga muito maior de drama e melancolia, sobretudo envolvendo o passado de Kotarou. O anime procura seguir uma veia mais cômica e menos dramática, mesmo nos episódios finais.

## Enredo
Kotarou tem uma vida comum, exceto seus amigos de escola que alegram sua vida. Um dia, uma aprendiz de anjo aparece em sua vida acompanhada de uma aprendiz de demônio e uma gata supervisora da demônio.

## Personagens
Kotarou Higuchi
Um calmo e recolhido (pois sua mãe morreu tentando salvá-lo de um atropelamento) aluno da sexta série. Ele cuida de si e vive com seu pai. É explicado durante a série que a mãe de Kotarou morreu salvando ele de um acidente de carro quando ele era pequeno. Kotarou aprende novas habilidades e fica feliz quando Misha fica ao seu lado e acaba se apaixonando por ela. Kotarou é a reencarnação de seu tio avô, Kotaroh. (apenas no mangá)
Misha
Este anjo é a nova vizinha de Kotarou que adora o seguir e agarra-lo. Ela é aprediz de anjo (anime) ou anjo não-oficial (mangá)que fala como uma criança pequena e tenta fazer todos ao seu redor felizes; Consequentemente tornando as coisas piores. Ela é hiper-ativa e foi enviada para ficar junto com Kotarou. A primeira coisa que ela disse em ambas as versões (Mangá e Anime) foi "Eu quero ser sua mãe!".Com o decorrer da historia ela começa a se apaixonar por Kotarou. Ela é feliz e otimista e sempre esta sorrindo. Ela se torna a melhor amiga de Shia quando Shia vai para dentro de sua casa.Quando jovem, Misha fez amizade com Kotaroh, tio avô de Kotarou. Quando foi dito para ela voltar a céu, Kotaroh cometeu suicidio. Misha foi culpada pelo incidente e punida, foi forçada a vestir preto e mantida aprisionada em uma gaiola de espinhos. Durante o seu tempo a terra, Misha é licenciada como anjo por fazer Kotarou feliz.(apenas no mangá)
Shia
É uma aprendiz de demônio.
Quando vem para a terra para fazer o mal, é supervisionada pela gata Nyaa.
Então Shia vai morar na casa de Misha e Kotarou.
Apesar de ser uma aprendiz de demônio, Shia é boa e calma parecendo uma anja.
Já Misha é tão atrapalhada que acaba provocando o mal sem querer.
Koboshi Uematsu
É uma linda garota loira que usa orelhas de gato como acessório cotidiano.
É secretamente apaixonada por Kotarou.
É alegre e falante.Ela se apaixonou por ele por causa do que aconteceu no passado, quando Kotarou a ajudou quando caiu do escorrega.
Takashi Ayanokouji(Ten-chan)
Ele é o mais popular aluno e amigo de Kotarou.
Tira as melhores notas de toda escola.
Gosta de Koboshi como uma irmã.
É apaixonado por Shia.
Hiroshi Mitarai (Dai-chan)
É um garoto que possui ótimas notas e vive competindo com Ten-chan por este ter um melhor desempenho escolar.
Kaoru Mitarai
é a irmã de Dai-chan.
Ela é apaixonada por Ten-chan.
Vive usanndo uma fita que vai do topo de sua cabeça até seus pés.
Sasha
É irmã e supervisora de Misha
Vive implicando com Nyaa.
Shino Higuchi
Ela é a fofíssima priminha de Kotarou.

## Dublagem brasileira
- Misha - Daniela Piquet
- Kotaro Higuchi - Júlia Castro
- Mia - Adna Cruz
- Shia - Melissa Garcia
- Koboshi Uematsu - Rita Almeida
- Ten Ayanokoi - Rodrigo Andreatto
- Hiroshi Mitarai - Fábio Lucindo
- Kaoru Mitarai - Fernanda Bullara
- Mordomo dos Mitarai - Gileno Santoro
- Sasha - Letícia Quinto
- Professor (1ª voz) - Ulisses Bezerra
- Professor (2ª voz) - Márcio Araújo

## Recepção
A partir do quarto volume publicado pela Tokyopop, o mangá apareceu na lista das cem histórias em quadrinhos mais vendidas do ICv2. A primeira impressão de Mania.com sobre o mangá foi "fofa, mas não especial", mas retirou sua opinião após a introdução de Shia, que invocou o fascínio do crítico; o revisor elogiou o passado de Shia por sua direção e tom sombrio. Mania também elogiou a arte, observando as transições entre cenas de "bela ternura" e humor, e elogiou o autor por seus detalhes na expressão de emoções por meio de expressões faciais e poses corporais. AnimeFringe.com chamou a série de divertida e fofa e expressou opiniões positivas sobre o enredo culminante. Os primeiros três volumes de DVD do anime figuraram nas paradas da Oricon. THEMAnime.org criticou a premissa por ser excessivamente fofa, mas notou a melhora do enredo e elogiou o final.